# Massimiliano Irrati
Massimiliano Irrati, né le 27 juin 1979 à Florence en Italie, est un arbitre de football italien. Il est licencié à la FIFA depuis 2017.

## Entrée en matière
Massimiliano Irrati fit ses premiers pas dans le monde de l'arbitrage le 27 août 2001, lorsqu'il officia son premier match en Serie B entre l'AS Cittadella et l'UC AlbinoLeffe. Ce fut le début d'une remarquable carrière qui le mènera vers les plus hautes sphères de l'arbitrage.
Le 18 mars 2012, Irrati franchit une nouvelle étape en officiant pour la première fois en Serie A, prenant en charge un match entre le Bologne FC et le Chievo Vérone.

## Ascension internationale
En 2017, Massimiliano Irrati accéde à la reconnaissance mondiale en devenant arbitre de la FIFA, ouvrant ainsi les portes d'une carrière internationale prometteuse. Sa première expérience à ce niveau eut lieu le 22 février 2017, lorsqu'il arbitra une rencontre amicale entre Saint-Marin et Andorre.
L'apogée de sa carrière se dessina avec sa participation à la Coupe du monde en 2018, où il fut sélectionné en tant qu'arbitre vidéo. Son rôle crucial dans l'introduction de la technologie VAR dans la compétition la plus prestigieuse du football fut mis en évidence dès le premier match, où il officia en tant que VAR pour la rencontre inaugurale entre la Russie et l'Arabie saoudite.
La consécration ultime vint avec sa désignation en tant qu'arbitre vidéo pour la finale de cette Coupe du monde opposant la France à la Croatie, le 12 juillet 2018. Irrati officie en tant que VAR principal pour un total de 14 matchs au cours du tournoi.